# 新潟縣護國神社
新潟縣護國神社（にいがたけんごこくじんじゃ）は、新潟県新潟市中央区にある神社（護国神社）である。
戊辰戦争から第二次世界大戦までの新潟県出身の戦死者を祀り、現在の祭神の数は79729柱となっている。

## 歴史
鳥羽・伏見の戦いから始まり、やがて全国各地に広がった戊辰戦争は、新潟市も例外なく激しい戦場と化した。西軍（薩摩、長州ら新政府軍）と東軍（米沢、会津、庄内）の両軍に多数の戦死者が出て尊い命が失われた。1868年（明治元年）の10月に新政府軍（西軍）側戦死者の墓碑を常磐ケ岡（旧新潟大学本部の跡地）に設置され、戊辰戦争の官軍戦没者416柱を祀って社殿を造立し新潟招魂社として祭られた。1875年（明治8年）に官祭招魂社に改称した。
1941年（昭和16年）7月に内務省令により、官祭招魂社から護國神社と改称した。移転候補地として、当時の新潟市と新発田町、高田市で激しい招致運動が繰り広げられたが、1941年（昭和16年）に新潟市に決定した。
1942年（昭和17年）6月から西船見町への移転作業が始まり、延べ25,000人の動員により1945年（昭和20年）5月に移転が完成した。
1985年（昭和60年）旧新潟大学本部跡地から東軍戦死者のものと思われる92体分の遺骨が発見され、護國神社敷地内にある「戊辰役殉難者墓苑」に埋葬されて、1987年（昭和62年）に「戊辰役東軍慰霊碑」を建てた。

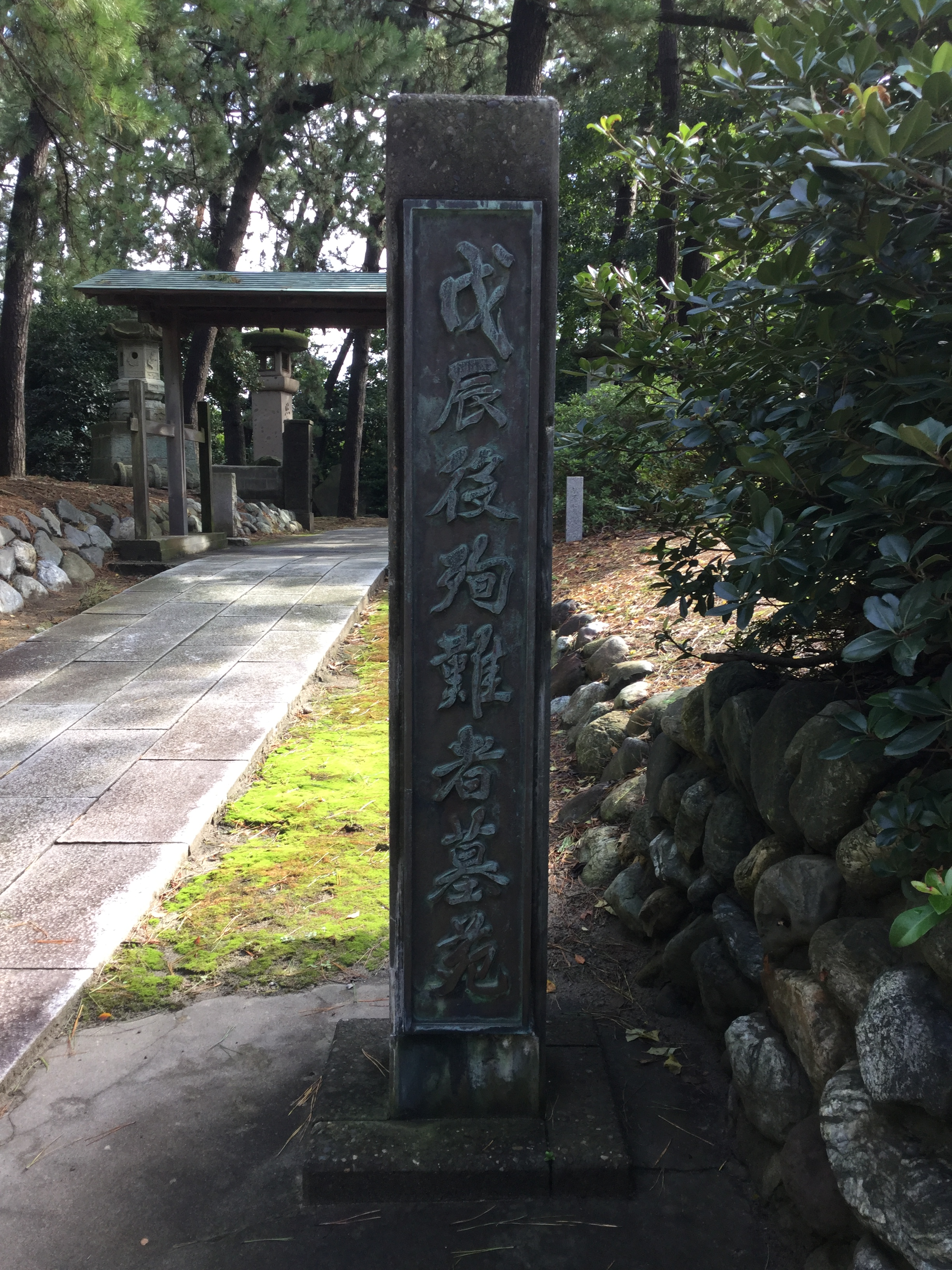
戊辰役殉難者墓苑（入口）

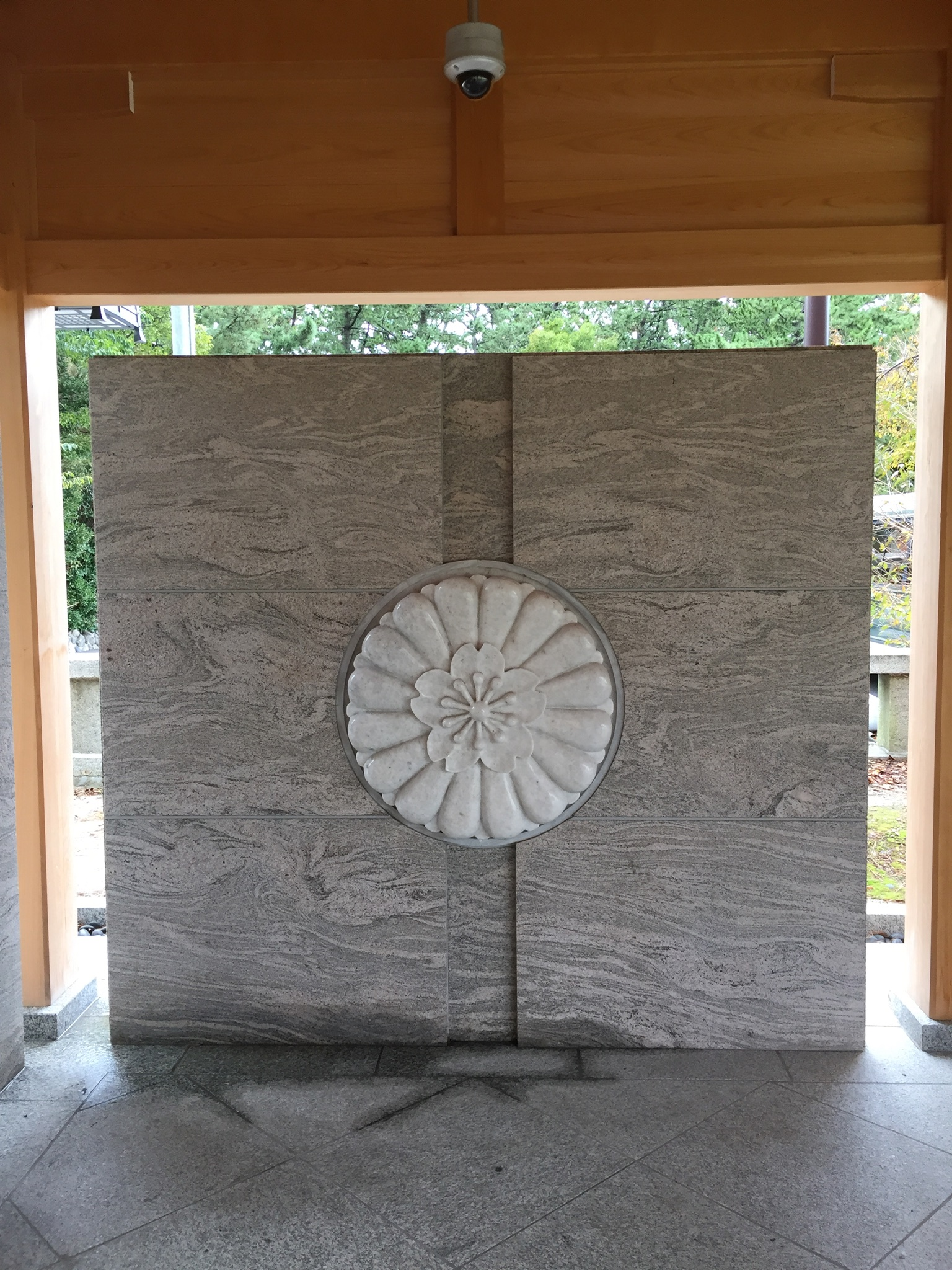
ミャンマー産白大理石御社紋

## 境内施設
- 新潟市営相撲場（現在廃止）
- 芭蕉堂
- 坂口安吾記念碑
- 北原白秋歌碑（『砂山』の碑）
- 満蒙開拓者殉難者の碑[2]
- 明治大学戦没学徒忠霊殿

## 現地情報
交通アクセス
- 新潟市観光循環バス「護国神社入口」バス停より徒歩すぐ
- 新潟交通 C2 浜浦町線 「岡本小路」（新潟駅方面からのみ）から徒歩約5分
- 新潟交通 C2 浜浦町線 「護国神社前」バス停（新潟方面行のみ）まで徒歩すぐ
- 駐車場あり

周辺
付近には水族館などの観光地がある他、大学や高校など多数の学校が集中して立地している。日本海も間近にあり、付近の海岸は「護国神社周辺の海岸」として日本の白砂青松100選に選ばれている。
- マリンピア日本海
- 西海岸公園
- 日本海タワー
- 新潟大学医学部
- 新潟青陵大学
- 新潟青陵大学短期大学部
- 新潟青陵高等学校
- 新潟県立新潟中央高等学校
- 新潟市立寄居中学校
- 新潟大学教育学部附属新潟中学校
- 新潟大学教育学部附属新潟小学校
- 新潟大学教育学部附属特別支援学校
- 新潟県立はまぐみ養護学校